# Константиновский сельский округ (Домодедовский район)
Константиновский сельский округ — упразднённая административно-территориальная единица, существовавшая на территории Домодедовского района Московской области в 1994—2006 годах.
Константиновский сельсовет возник в первые годы советской власти. По состоянию на 1918 год он входил в Добрятинскую волость Подольского уезда Московской губернии.
В 1926 году Константиновский с/с включал село Константиново, посёлок Константиновский, деревню Ушмары и Константиновскую фабрику.
В 1929 году Константиновский с/с был отнесён к Подольскому району Московского округа Московской области. При этом к нему был присоединён Заболотьевский с/с.
28 июля 1936 года из Крюковского с/с в Константиновский было передано селение Кучино.
27 июля 1951 года из Константиновского с/с в Яковлевский было передано селение Новлянское.
10 апреля 1953 года из Константиновского с/с в Никитский было передано селение Ушмары. Одновременно из Крюковского с/с в Константиновский было передано селение Щербинка.
14 июня 1954 года к Константиновскому с/с были присоединены Крюковский и Никитский с/с.
1 февраля 1963 года Подольский район был упразднён и Константиновский с/с вошёл в Ленинский сельский район. 11 января 1965 года Константиновский с/с был передан в восстановленный Подольский район.
13 мая 1969 года Константиновский с/с был передан в новый Домодедовский район, но с подчинением Домодедовскому городскому совету депутатов трудящихся и его исполнительному комитету.
30 июня 1969 года из Константиновского с/с в Стрелковский с/с Подольского района было передано селение Александровка.
30 мая 1978 года в Константиновском с/с было упразднено селение Еремеево.
Решением Московской областной Думы от 3 февраля 1994 года и решением Домодедовской районной Думы от 21 сентября 1994 года Константиновский с/с был преобразован в Константиновский сельский округ.
В ходе муниципальной реформы 2005 года Константиновский сельский округ прекратил своё существование как муниципальная единица. При этом все его населённые пункты были переданы в городской округ Домодедово.
29 декабря 2006 года Константиновский сельский округ исключён из учётных данных административно-территориальных и территориальных единиц Московской области.
| №  | Населённый пункт                                   | Тип населённого пункта | Население (2002) | прим.                          |
| -- | -------------------------------------------------- | ---------------------- | ---------------- | ------------------------------ |
| 1  | Авдотьино                                          | деревня                | ↗152             |                                |
| 2  | Битягово                                           | село                   | ↗62              |                                |
| 3  | государственного племенного завода «Константиново» | посёлок                | ↘2728            |                                |
| 4  | Жуково                                             | деревня                | ↗20              |                                |
| 5  | Заболотье                                          | деревня                | ↘65              |                                |
| 6  | Константиново                                      | село                   | ↗136             |                                |
| 7  | Крюково                                            | деревня                | →3               |                                |
| 8  | Кучино                                             | деревня                | ↗19              |                                |
| 9  | Никитское                                          | село                   | ↗104             |                                |
| 10 | Овчинки                                            | деревня                | ↗22              |                                |
| 11 | Пахра                                              | посёлок подст.         | 0                | с 2010 - в черте г. Домодедово |
| 12 | Поливаново                                         | деревня                | ↘11              |                                |
| 13 | Ушмары                                             | деревня                | 50               | с 2007 - в черте г. Домодедово |
| 14 | Чулпаново                                          | деревня                | ↗35              |                                |
| 15 | Щербинка                                           | деревня                | ↗27              |                                |
| 16 | Юсупово                                            | деревня                | ↗17              |                                |

14 марта 2007 году в состав города Домодедово была включена деревня Умшары Домодедовского района.
7 апреля 2010 года в состав города Домодедово был включён посёлок подстанции Пахра Домодедовского района.